# Покривник андійський
Покривни́к андійський (Myrmoderus eowilsoni) — вид горобцеподібних птахів родини сорокушових (Thamnophilidae). Ендемік Перу. Вид описаний у 2018 році і названий на честь американського біолога Едварда Осборна Вілсона.

## Поширення і екологія

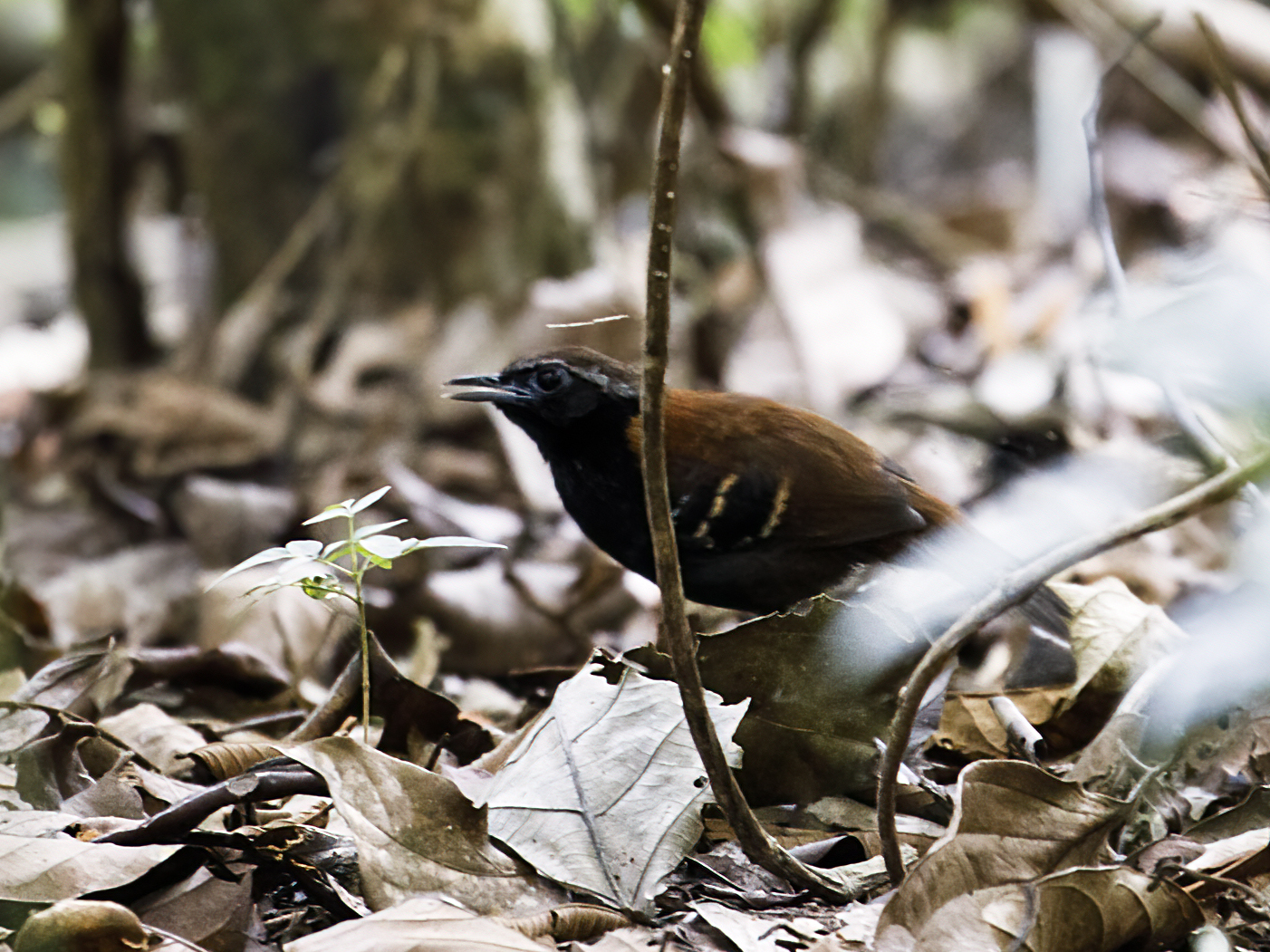
Самець андійського покривника

Андійські покривники відомі лише з типової місцевості в Національному парку Кордильєра-Азул в перуанському регіоні Сан-Мартін. Вони живуть у вологих гірських тропічних лісах з густим підліском в горах Кордильєра-Азул і, можливо, в горах Сіра. Зустрічаються на висоті від 1300 до 1700 м над рівнем моря.

## Збереження
МСОП класифікує стан збереження цього виду як близький до загрозливого. За оцінками дослідників, популяція андійських покривників становить від 7 до 34 тисяч дорослих птахів. Їм загрожує знищення природного середовища.